# Stanisław Hantz
Stanisław Hantz (* 22. Januar 1923 in Wladiwostok; † 17. Juli 2008) war ein polnischer Überlebender der nationalsozialistischen Konzentrationslager Auschwitz I, Auschwitz-Birkenau, Groß-Rosen, Außenlager Hersbruck des KZ Flossenbürg und Dachau. Besonders im nach ihm benannten "Bildungswerk Stanisław Hantz" mit Sitz in Kassel war er jahrelang als Zeitzeuge tätig.

## Leben
Hantz wurde im Alter von 17 Jahren am 12. August 1940 gemeinsam mit weiteren jungen Männern von Deutschen in Warschau verhaftet. Nur drei Tage später wurden alle in das erst wenige Monate zuvor eröffnete Stammlager des KZ Auschwitz deportiert. In seiner darauffolgenden, 52 Monate dauernden Haft war er zumeist Angehöriger des Zimmerei-Kommandos, dessen Aufgabe es hauptsächlich war, den Ausbau der einzelnen Abschnitte des KZ Auschwitz zu bewerkstelligen.
Als gegen Ende November 1944 die Rote Armee kriegsbedingt auf Auschwitz vorrückte, wurden Hantz und sein Kommando nach Westen verlegt: Zunächst ins KZ Groß-Rosen und danach ins KZ Hersbruck. Auf einem der zahllosen Todesmärsche gelangte er schließlich am 24. April 1945 ins KZ Dachau, wo er fünf Tage später von US-amerikanischen Soldaten befreit wurde.
Danach kehrte er nach Warschau zurück, wo er jedoch niemanden seiner Familienangehörigen mehr vorfand, da diese längst tot waren. So beschloss er, nach Auschwitz zurückzukehren, um sich dort am Aufbau des Staatlichen Museums Auschwitz-Birkenau zu beteiligen. Außerdem besuchte er das dortige Gymnasium und holte auch sein Abitur nach. Einige Jahre darauf verließ er schließlich Auschwitz und arbeitete bis zu seiner Pensionierung im Jahre 1982 in verschiedenen Grubenbetrieben.
Hantz gründete in weiterer Folge die Zgorzelecer Vereinigung ehemaliger KZ-Häftlinge. Bereits in den 1970er Jahren war er auf Einladung das erste Mal in die Bundesrepublik Deutschland zurückgekehrt; weitere Besuche folgten. Schließlich führte er zahlreiche Gruppen auf Bildungsreisen an die ehemaligen Stätten der nationalsozialistischen Todesmaschinerie.
Im Jahre 1998 erschien unter dem Titel Zitronen aus Kanada die Biografie Stanisław Hantz‘.